# IC 5146
IC 5146, (noto anche come C 19), è un ammasso aperto legato ad una nebulosa diffusa visibile nella costellazione del Cigno.
Si individua 3,5 gradi ad est di M39, nella parte settentrionale della costellazione; è invisibile con un binocolo, occorre un telescopio di 150mm per apprezzare l'oggetto minimamente. È un piccolo ammasso circondato da una nebulosa molto raccolta (a forma di Bozzolo), connessa a sua volta ad un sistema di nebulosità oscure, conosciute con la sigla B 168, che si estende per circa 2 gradi in direzione di M39, evidentissima anche con piccoli strumenti in quanto oscura un ricco campo stellare. La stella principale dell'ammasso ha magnitudine 9,74 (probabilmente però appare solo in "sovraimpressione" per motivi prospettici, perché la sua distanza sarebbe inferiore a quella dell'ammasso). Quest'insieme di nebulose avrebbero una distanza dal Sole pari a circa 3300 anni-luce.

## Altri progetti

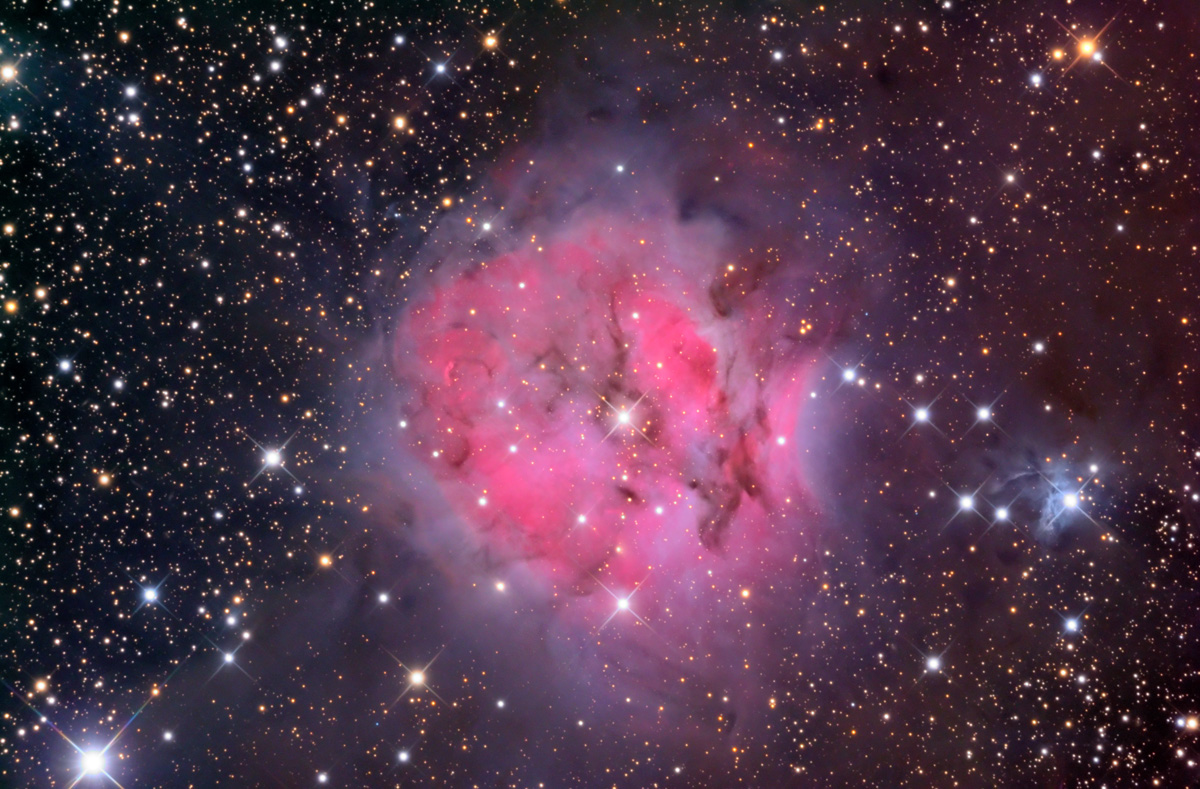
La nebulosa bozzolo che caratterizza l'ammasso.